# Juni 1996
Dit artikel geeft een chronologisch overzicht van alle belangrijke gebeurtenissen per dag in de maand juni van het jaar 1996.

## Gebeurtenissen

### 1 juni
- De nieuwe winkeltijdenwet wordt van kracht waardoor winkels in Nederland open mogen zijn tussen zes uur ‘s ochtends en tien uur 's avonds en twaalf keer per jaar op zondag.

### 2 juni
- In Sevilla behalen de Russische handballers voor de eerste keer de Europese titel door in de finale gastland Spanje met 23-22 te verslaan.

### 4 juni
- Het Nederlands elftal wint ook de laatste van drie oefeninterlands op weg naar het EK voetbal 1996. In De Kuip is Oranje met 3-1 te sterk voor Ierland. Doelpuntenmakers zijn Dennis Bergkamp, Clarence Seedorf en Phillip Cocu. Voor de Ieren scoort Gary Breen.

### 10 juni
- In Noord-Ierland beginnen vredesonderhandelingen zonder Sinn Féin.
- In de eerste wedstrijd bij het EK voetbal 1996 speelt het Nederlands elftal met 0-0 gelijk tegen Schotland ten overstaan van 34.363 toeschouwers in Villa Park (Birmingham).

### 12 juni
- Een panel van federale rechters blokkeert in Philadelphia een wet tegen onfatsoenlijkheid op het internet, omdat de wet de vrijheid van meningsuiting zou beknotten.

### 13 juni
- België schaft als laatste Europees land de doodstraf af.
- Na de 0-0 tegen Schotland wint het Nederlands elftal met 2-0 van Zwitserland bij het EK voetbal 1996 in Engeland. Jordi Cruyff en Dennis Bergkamp scoren voor de ploeg van bondscoach Guus Hiddink.

### 15 juni
- Zware bomaanslag in het stadscentrum van Manchester tijdens het EK voetbal.

### 18 juni
- Gastland Engeland wint met maar liefst 4-1 van het Nederlands elftal in de derde en laatste groepswedstrijd bij het EK voetbal 1996. Patrick Kluivert redt de eer voor de ploeg van bondscoach Guus Hiddink, die door dat ene doelpunt alsnog de kwartfinales bereikt.

### 22 juni
- Het Nederlands elftal wordt uitgeschakeld bij het EK voetbal 1996. Frankrijk wint het duel vanaf de strafschopstip (5-4), nadat beide ploegen in de reguliere speeltijd plus verlenging niet verder zijn gekomen dan 0-0. Clarence Seedorf mist voor de ploeg van bondscoach Guus Hiddink.

### 24 juni
- De montage van de Erasmusbrug in Rotterdam is gereed als de oeveverbinding haar brugdeel sluit. De officiële opening door koningin Beatrix volgt op 4 september 1996.

### 30 juni
- Duitsland wint in Londen het EK voetbal door Tsjechië in de finale met 2-1 te verslaan. In de verlenging maakt Oliver Bierhoff de zogeheten golden goal.

<< · januari · februari · maart · april · mei · juni · juli · augustus · september · oktober · november · december · >>